# Bonke Innocent
Bonke Innocent (Kaduna, Nigeria, 20 de enero de 1996) es un futbolista nigeriano. Juega de mediocampista y su equipo es el Adanaspor de la TFF Primera División.

## Clubes
| Club          | País    | Año       |
| ------------- | ------- | --------- |
| Lillestrøm SK | Noruega | 2014-2017 |
| Malmö FF      | Suecia  | 2017-2021 |
| F. C. Lorient | Francia | 2022-2024 |
| Adanaspor     | Turquía | 2024-     |

## Palmarés

### Títulos nacionales
| Título      | Club     | País   | Año  |
| ----------- | -------- | ------ | ---- |
| Allsvenskan | Malmö FF | Suecia | 2017 |
| Allsvenskan | Malmö FF | Suecia | 2020 |
| Allsvenskan | Malmö FF | Suecia | 2021 |